# Matt Pelissier
Matt Pelissier is een drummer, muziekproducent en een van de oprichters van de Amerikaanse band My Chemical Romance. In 2006 heeft hij de Strong Arm Recording Studios opgericht. 

## Carrière
Matt Pelissier begon samen met Gerard Way in 2001 de band My Chemical Romance. Toen de band was opgericht was hij al jaren vrienden met Gerard en had al in verschillende lokale bands gespeeld. Samen met Gerard heeft Matt aan de eerste demo's voor de band gewerkt. Toen de band compleet was kwam het eerste album I Brought You My Bullets, You Brought Me Your Love was Matt hiervan de producent. Hij heeft hierna ook nog het tweede album Three Cheers for Sweet Revenge geproduceerd.

## Vertrek uit My Chemical Romance
In 2004 na het lanceren van het tweede album heeft de manager van My Chemical Romance Brian Schecter Matt Pellisier uit de band gezet. De redenen hiervoor zijn nooit helemaal bekend geworden. De twee meeste gebruikte geruchten zijn:
- Matt zou de eerste tourbus in brand hebben gestoken.
- Er zou een probleem zijn geweest tussen de platenmaatschappij Eyeball Records en Matt omtrent betalingen.

Na zijn vertrek uit My Chemical Romance heeft Matt Pelissier samen met George Collazo de Strong Arms Studios opgericht in Harrison, New Jersey.

## Links
- http://www.myspace.com/strongarmstudios